# Christian Friedrich Christoph Stelzer
Christian Friedrich Christoph Stelzer, auch Steltzer (* 30. September 1738 in Salzwedel; † 20. August 1822 in Halle) war ein königlich-preußischer Kriegs- und Domänenrat, Syndikus und letzter Stadtpräsident (Oberbürgermeister) von Halle.

## Leben

### Familie und Herkunft
Friedrich Stelzer war ein Sohn vom späteren Bürgermeister von Salzwedel Christian Friedrich Stelzer (1702–1759) und Charlotte Amalie Chüden (1706–1754). Er war ab 1777 mit Augusta Johanna Wilhelmine Klöcker (1756–1847) verheiratet und sie waren Eltern u. a. von Christian Steltzer, welcher später für seine Verdienste in den Adelsstand erhoben wurde.

### Laufbahn
Er war Steuerrat im Herzogtum Magdeburg, später 12 Jahre Auditeur und Kriegskassenkommissar in Mansfeld. Friedrich Stelzer wechselte im Anschluss in den Magistrat der Stadt Halle und blieb es auch nach der Änderung der Magistratsverfassung.  Er war von 1798 bis 1808 Oberbürgermeister der Stadt Halle. Sein Nachfolger war Ludwig Carl Heinrich Streiber.